# 塔城地区
塔城地区（維吾爾語：تارباغاتاي ۋىلايىتى‎，拉丁维文：Tarbaghatay Wilayiti）是中华人民共和国新疆维吾尔自治区伊犁哈萨克自治州下辖的地区。总面积104,546.95平方公里，人口92.4万人，其中漢族占66%，哈萨克族占20%，回族占7%，蒙古族占3%。地区行政公署驻塔城市。该地区本名塔尔巴哈台，治所绥靖城。民国后，塔尔巴哈台抚民直隶厅取其简称改名为塔城县，随后塔城又成为这一地区的正式名称。

## 历史

### 中古
塔城於上古为西突厥铁勒等部游牧地。唐朝入主西域后，先后隶属于安西大都护府下设的昆陵都护府和北庭都护府。656年（显庆元年），唐高宗以开国大将程咬金为葱道行军大总管，率兵讨伐西突厥贵族阿史那贺鲁，攻克咽面州（今塔城市附近），大败西突厥两部。唐天宝年间，塔城地区境域设有曹禄州（今塔城市西）、火拨州（今和布克赛尔蒙古自治县），并有清海军城、叶河守捉（今沙湾县内），黑水守捉、东林守捉（今乌苏市内）等军事建置。
744年後，塔城地區成為回紇勢力範圍，又於840年被葉尼塞吉爾吉斯人的黠戛斯汗國攻破。1130年，西遼征服西域，統治百年後敗於蒙古。1282年（至元十九年）二月，忽必烈於此置塔尔八合你驿，其地多灰旱獭，而蒙古语称旱獭为“塔尔巴哈”（汉语拼音字母：tarbaga），所以用此命名。

### 近代
1635年，巴圖爾琿台吉建立准噶尔汗国，其统治中心为今和布克赛尔蒙古自治县，是故今塔城地区辖境为准噶尔汗国核心地带。
1760年（乾隆二十五年），清军讨伐平定阿睦尔撒纳于伯雅尔，乾隆二十八年（1763年），清政府在雅尔（今哈薩克斯坦烏爾扎爾）设塔尔巴哈台军台，隔年，参赞大臣绰勒多率绿营士兵600名，由乌鲁木齐前来雅尔地方屯田，是塔城正式纳入版图之始。
1765年阿桂接任参赞大臣，以雅尔“夏多白蝇叮咬，冬地严寒，军民不堪其苦”，奏请次年筑肇丰城，作為塔爾巴哈台地區首府，设塔尔巴哈台参赞大臣驻防朝廷，将参赞大臣驻地东移至200里的楚乎楚（今塔城市区），创建新城，乾隆帝亲赐城名“绥靖城”，即现在的塔城市。1775年（乾隆四十年），清政府将蒙古土尔扈特部分为东路、南路、西路、北路四盟，其中北路盟在和布克赛尔，置二旗。东路盟在库尔喀喇乌苏，下置二旗。
1864年， 俄国逼迫清政府签订《中俄勘分西北界约记》（喀什噶尔條約），从清国西北边疆强行割去40多万平方公里领土，其中塔城地区丧失10万多平方公里土地。1888年（光绪十四年）。设塔尔巴哈台抚民直隶厅，辖境为今塔城、额敏、托里、裕民、和布克赛尔一带地方，主管屯垦等事宜。清末库尔喀喇乌苏直隶厅辖有奎屯庄、三个庄、六十户地、九间楼庄、八十户庄、西湖庄、马厂湖庄、甘河子庄、车排子庄等庄及本城。從1883到1893年間，沙俄一直強租巴尔魯克山地区。
- 1913年，北洋政府將塔尔巴哈台抚民直隶厅改为塔城县，辖直隶厅所属地方；库尔喀喇乌苏抚民直隶厅改为乌苏县，辖直隶厅所属地方。
- 1916年，裁撤塔尔巴哈台参赞大臣，设塔城道，辖塔城縣、乌苏縣、沙湾县。
- 1929年，國民政府將塔城道改为塔城行政区。下辖塔城縣、额敏縣、乌苏縣、沙湾縣、和什托洛盖县。
- 1950年1月，塔城专员公署成立，辖塔城、额敏、裕民、乌苏、沙湾、和丰6县。
- 1969年，苏联军队侵入塔城地区巴尔鲁克山西部铁列克提。
- 1976年，石河子市成立，从沙湾县划出460平方公里。塔城地区所属的克拉玛依、独山子、石河子、奎屯等地相继从行政辖区内划出。
- 1984年9月，伊犁哈萨克自治州管辖塔城地区。塔城县改为塔城市。
- 1989年，塔城市对外开放。
- 1990年，塔城地区巴克图口岸开放。
- 1995年，塔城民航机场建成，正式通航。

## 地理
塔城地区位于新疆维吾尔自治区西北部，中間飛地為克拉玛依市和奎屯市，东北与阿勒泰地区相邻，东部与昌吉回族自治州及石河子市相连，南与巴音郭楞蒙古自治州为邻，西南邻博尔塔拉蒙古自治州，西北部与哈萨克斯坦接壤。市区距自治区首府乌鲁木齐市580公里，距巴克图口岸17公里。全地区面积为10.54万平方公里。塔城地区处于亚欧大陆中心地带，是陸地離海洋最遠的（難抵極）。
塔城地区北部是西准噶尔山地，南部为北天山山地，中东部是准噶尔盆地。山地占总面积的8.2%；浅山丘陵占总面积的32.9%；平原占总面积的46.8%；沙漠占总面积的12.1%。塔城地区有7条主要山脉：塔尔巴哈台山位于地区北部边缘，呈近于东西走向，中东段的南坡在中国境内，其余部分在哈萨克斯坦境内。萨吾尔山位于地区北部边缘。巴尔鲁克山位于塔城盆地南侧，呈西南一东北走向。乌尔嘎萨尔山位于塔城盆地以东，托里一和什托洛盖谷地西北，呈西南走向。谢术斯台山位于和布克谷地以南，呈东西走向。玛依勒一加依尔山位于托里一铁厂沟谷地以南，准噶尔盆地以西。北天山中段位于塔城地区境内。长190公里，宽30—70公里，海拔1100—5000米，最高峰5242米。近山脊地带4000米以上山峰达数十座，属于中高山。阴坡3860米、阳坡3940米以上是雪线，终年积雪，东南段冰川面积最大。塔城地区有大小河流107条。河流的分布以南部、西部、北部地区较密集，东部和中部的戈壁沙漠地带则比较稀疏。分为玛纳斯河、奎屯河、额敏河、白杨河、和布克河5个水系。森林总面积达1,395万亩，草场总面积10,306万亩，塔城盆地中央有中国第二大草原库鲁斯台草原。
塔城地区位于亚欧大陆腹地，属中温带干旱和半干旱气候。在大气环流、地理纬度、地形等综合因素影响下，其气候总的特点是：平原地区夏季炎热，冬季寒冷，春季升温不稳定，秋季气温下降迅速；降水量差异较大，年际变化大。塔城盆地年降水（雪）量较多，准噶尔盆地及和布克谷地较少；山区与平原相比，冬暖夏凉，热量不足，迎风山坡降水丰沛，背风山坡降水较少。
| 塔城市气象数据（1971年至2000年） | 塔城市气象数据（1971年至2000年） | 塔城市气象数据（1971年至2000年） | 塔城市气象数据（1971年至2000年） | 塔城市气象数据（1971年至2000年） | 塔城市气象数据（1971年至2000年） | 塔城市气象数据（1971年至2000年） | 塔城市气象数据（1971年至2000年） | 塔城市气象数据（1971年至2000年） | 塔城市气象数据（1971年至2000年） | 塔城市气象数据（1971年至2000年） | 塔城市气象数据（1971年至2000年） | 塔城市气象数据（1971年至2000年） | 塔城市气象数据（1971年至2000年） |
| 月份                             | 1月                              | 2月                              | 3月                              | 4月                              | 5月                              | 6月                              | 7月                              | 8月                              | 9月                              | 10月                             | 11月                             | 12月                             | 全年                             |
| -------------------------------- | -------------------------------- | -------------------------------- | -------------------------------- | -------------------------------- | -------------------------------- | -------------------------------- | -------------------------------- | -------------------------------- | -------------------------------- | -------------------------------- | -------------------------------- | -------------------------------- | -------------------------------- |
| 历史最高温 °C（°F）              | 7.6 (45.7)                       | 9.6 (49.3)                       | 24.7 (76.5)                      | 33.2 (91.8)                      | 34.9 (94.8)                      | 37.2 (99.0)                      | 40.3 (104.5)                     | 41.3 (106.3)                     | 37.7 (99.9)                      | 32.0 (89.6)                      | 20.8 (69.4)                      | 11.8 (53.2)                      | 41.3 (106.3)                     |
| 平均高温 °C（°F）                | −4.1 (24.6)                      | −2.3 (27.9)                      | 4.1 (39.4)                       | 17.0 (62.6)                      | 23.4 (74.1)                      | 28.4 (83.1)                      | 30.8 (87.4)                      | 29.9 (85.8)                      | 24.1 (75.4)                      | 15.0 (59.0)                      | 4.3 (39.7)                       | −2.0 (28.4)                      | 14.1 (57.3)                      |
| 日均气温 °C（°F）                | −10.4 (13.3)                     | −8.7 (16.3)                      | −1.8 (28.8)                      | 9.7 (49.5)                       | 15.9 (60.6)                      | 20.7 (69.3)                      | 22.9 (73.2)                      | 21.6 (70.9)                      | 15.8 (60.4)                      | 7.6 (45.7)                       | −1.2 (29.8)                      | −7.4 (18.7)                      | 7.1 (44.7)                       |
| 平均低温 °C（°F）                | −15.6 (3.9)                      | −14.1 (6.6)                      | −7.0 (19.4)                      | 3.6 (38.5)                       | 9.2 (48.6)                       | 13.6 (56.5)                      | 15.7 (60.3)                      | 14.1 (57.4)                      | 8.5 (47.3)                       | 1.9 (35.4)                       | −5.6 (21.9)                      | −12.0 (10.4)                     | 1.0 (33.8)                       |
| 历史最低温 °C（°F）              | −33.5 (−28.3)                    | −37.1 (−34.8)                    | −30.6 (−23.1)                    | −12.3 (9.9)                      | −3.7 (25.3)                      | 2.6 (36.7)                       | 6.2 (43.2)                       | 4.0 (39.2)                       | −4.1 (24.6)                      | −13.3 (8.1)                      | −31.5 (−24.7)                    | −34.7 (−30.5)                    | −37.1 (−34.8)                    |
| 平均降水量 mm（）                | 16.5 (0.65)                      | 14.4 (0.57)                      | 15.6 (0.61)                      | 32.4 (1.28)                      | 31.7 (1.25)                      | 24.5 (0.96)                      | 29.8 (1.17)                      | 16.3 (0.64)                      | 14.0 (0.55)                      | 26.9 (1.06)                      | 34.3 (1.35)                      | 25.9 (1.02)                      | 282.3 (11.11)                    |
| 平均降水天数（≥ 0.1 mm）         | 8.9                              | 8.5                              | 8.3                              | 8.2                              | 9.4                              | 7.9                              | 8.4                              | 6.3                              | 6.0                              | 7.5                              | 10.0                             | 9.7                              | 99.1                             |
| 来源：中国天气网                 |                                  |                                  |                                  |                                  |                                  |                                  |                                  |                                  |                                  |                                  |                                  |                                  |                                  |

## 政治

### 现任领导
| 机构     | · 中国共产党 · 塔城地区委员会 · | 伊犁哈萨克自治州人民代表大会 常务委员会 塔城地区工作委员会 | 伊犁哈萨克自治州人民政府 塔城地区行政公署 | · 中国人民政治协商会议 · 伊犁哈萨克自治州委员会 · 塔城地区工作委员会 |
| 职务     | 书记                            | 主任                                                       | 专员                                      | 主任                                                                 |
| -------- | ------------------------------- | ---------------------------------------------------------- | ----------------------------------------- | -------------------------------------------------------------------- |
| 姓名     | 支现伟                          | 阿米娜·瓦尔汗（女）                                        | 阿依丁·托留汗                             | 居玛哈孜·哈德尔别克                                                  |
| 民族     | 汉族                            | 哈萨克族                                                   | 哈萨克族                                  | 哈萨克族                                                             |
| 籍贯     | 河南省长垣市                    | 新疆维吾尔自治区托里县                                     | 新疆维吾尔自治区吉木乃县                  | 新疆维吾尔自治区沙湾市                                               |
| 出生日期 | 1975年1月（50歲）               | 1964年4月（61歲）                                          | 1968年3月（57歲）                         | 1963年9月（61歲）                                                    |
| 就任日期 | 2024年11月                      | 2021年8月                                                  | 2021年4月                                 | 2022年2月                                                            |

### 塔城地区历任地委书记
- 李逢滋 ？—1991年5月
- 李桂茂 1991年6月—1994年7月
- 吴琪林 1994年7月—2000年4月
- 唐定邦 2000年4月—2004年11月
- 彭家瑞 2004年11月—2011年7月
- 张博 2011年7月—2015年1月
- 尔肯江·吐拉洪 2015年2月—2017年3月
- 薛斌 2017年3月—2021年9月
- 魏建国 2022年6月—2024年11月
- 支现伟 2024年11月至今

### 塔城地区历任行署专员
- 巴什拜·乔拉克·巴平（Баспай Шолақұлы） 1945年—1952年[6]
- 阿尔斯坦别克（Арыстанбек） 1983年—1993年6月
- 阿勒布斯拜·拉合木（Алпысбай Рахымұлы） 1993年6月—1997年1月
- 柯赛江·赛力禾加（Қызайжан Сейілқожаұлы） 1996年12月—2003年1月
- 铁力瓦尔迪·阿不都热西提（Тілепалды Әбдірашид） 2003年1月—2008年1月
- 马宁·再尼勒（Мәнен Зейнелұлы） 2008年1月—2012年4月
- 沙尔合提·阿汗（Ақанұлы Сарқыт） 2012年4月—2016年6月
- 木合亚提·加尔木哈买提（Мұқият Жармұқамет） 2016年6月—2021年4月[7][8]
- 阿依丁·托留汗 2021年4月至今

### 行政区划
塔城地区下辖3个县级市、3个县、1个自治县。
- 县级市：塔城市、乌苏市、沙湾市
- 县：额敏县、托里县、裕民县
- 自治县：和布克赛尔蒙古自治县

## 人口
2022年，塔城地区常住人口为111万人。
根据2020年第七次全国人口普查，全区常住人口为1,108,747人。同第六次全国人口普查的1,219,369人相比，十年共减少了110,622人，下降9.07%，年平均增长率为-0.95%。其中，男性人口为574,138人，占总人口的51.78%；女性人口为534,609人，占总人口的48.22%。总人口性别比（以女性为100）为107.39。0－14岁的人口为183,836人，占总人口的16.58%；15－59岁的人口为755,281人，占总人口的68.12%；60岁及以上的人口为169,630人，占总人口的15.3%，其中65岁及以上的人口为121,339人，占总人口的10.94%。居住在城镇的人口为655,126人，占总人口的59.09%；居住在乡村的人口为453,621人，占总人口的40.91%。

### 民族
常住人口中，汉族人口801541人，占总人口的65.73%，各少数民族人口417828人，占总人口的34.27%。
| 民族名称                | 汉族   | 哈萨克族 | 回族  | 维吾尔族 | 蒙古族 | 东乡族 | 达斡尔族 | 俄罗斯族 | 柯尔克孜族 | 土家族 | 其他民族 |
| ----------------------- | ------ | -------- | ----- | -------- | ------ | ------ | -------- | -------- | ---------- | ------ | -------- |
| 人口数                  | 801541 | 240890   | 85233 | 38476    | 30524  | 5818   | 4293     | 2588     | 1913       | 1711   | 6382     |
| 占总人口比例（%）       | 65.73  | 19.76    | 6.99  | 3.16     | 2.50   | 0.48   | 0.35     | 0.21     | 0.16       | 0.14   | 0.52     |
| 占少数民族人口比例（%） | ---    | 57.65    | 20.40 | 9.21     | 7.31   | 1.39   | 1.03     | 0.62     | 0.46       | 0.41   | 1.53     |

## 交通
- 克塔铁路：塔城站、额敏站

## 经济
塔城地区主要生产粮食、棉花、甜菜等农产品，现在努力发展特产农林产品加工业。沙湾的蟠桃，乌苏的枸杞、克伦生葡萄，塔城市的抗寒苹果和酸梅，额敏的黑加仑等，具有很高的市场推广和深度加工价值。2003年农牧民人均收4007元。

### 塔城试验区
2020年，国务院函复《国家发展改革委关于批准设立新疆塔城重点开发开放试验区的请示》（发改开放〔2020〕1559号），同意设立新疆塔城重点开发开放试验区（以下简称“塔城试验区”），该试验区有利于深化中华人民共和国与周边国家全面合作，加快建设丝绸之路经济带核心区。